# Ом Хон Гіль
Ом Хон Гіль (кор. 엄홍길; 14 вересня 1960) — південно-корейський альпініст. В 2001 р. став підкорювачем всіх 14 восьмитисячників Землі. Сходив на Еверест тричі, з північного і південного боку.

## Історія підкорення восьмитисячників
- 1988 Еверест (8848 м)
- 1993 Чо-Ойю (8201 м)
- 1995 Макалу (8465 м)
- 1995 Броуд-пік (8047 м)
- 1995 Лхоцзе (8516 м)
- 1996 Дхаулагірі (8167 м)
- 1996 Манаслу (8163 м)
- 1997 Гашербрум I (8068 м)
- 1997 Гашербрум II (8035 м)
- 1999 Аннапурна (8091 м)
- 1999 Нанга Парбат (8125 м)
- 2000 Канченджанга (8586 м)
- 2000 К2 (8611 м)
- 2001 Шишабангма (8013 м)